# Chateau d'Ax (equipa ciclista)
Chateau d'Ax é uma antiga equipa ciclista italianone existiu de 1983 a 1993.

## História da equipa
Formada da equipa ciclista Polti em 1994.

## Principais corredores
- Gianni Bugno
- Francesco Moser
- Tony Rominger
- Laurent Fignon

## Principais vitórias

### Clássicas
- Giro de Lombardia
  - Tony Rominger  (1989)
- Milão-Sanremo
  - Gianni Bugno  (1990)
- Wincanton Classic
  - Gianni Bugno  (1990)
- Clássica de San Sebastián
  - Gianni Bugno  (1991)
- Liège-Bastogne-Liège
  - Dirk De Wolf  (1992)

### Grandes Voltas
- Giro d'Italia
  -     - 9 etapas : Franco Vona  (1988), Gianni Bugno  (1989, 1990, 1991)
      - 1 classificação geral : Gianni Bugno  (1990)

- Tour de France
  -     - 7 etapas : Valerio Tebaldi , Giovanni Fidanza  (1989), Laurent Fignon  (1992), Gianni Bugno  (1988, 1990, 1991)

### Outras carreiras
- Tirreno-Adriático
  - Tony Rominger  (1989) - (1990)